# 秋田県立五城目高等学校
秋田県立五城目高等学校（あきたけんりつ ごじょうめこうとうがっこう）は、秋田県南秋田郡五城目町に所在する公立の高等学校。地元での通称は「ゴコウ」。校章は「若鷹」。

## 設置学科
- 普通科
  - 進学・教養コース
  - 総合ビジネスコース
  - 生活福祉コース

## 沿革

### 年表
- 1942年5月4日 - 実科高等女学校として設立される。
- 1943年4月1日 - 五城目高等女学校と改称。
- 1948年4月1日 - 五城目高等学校と改称。男女共学になる。
- 1949年4月1日 - 普通科、林業科、家庭科を設置。
- 1963年4月1日 - 家庭科を家政科に名称変更
- 1975年4月1日 - 林業科を廃止。
- 1975年8月22日 - 現校舎に移転。
- 1988年4月1日 - 家政科を生活科学科に名称変更。
- 1995年4月1日 - 生活科学科を廃止。
- 2008年4月1日 - 制服改変。男子は学生服からブレザー型に変更。

## 学校行事
- 4月 - クリーンアップ
- 8月 - 座禅講話（1年生のみ）
- 9月 - 学校祭「五高祭」
- 11月 - 修学旅行

## 生徒会活動・部活動など
レスリング部の活躍が目覚しく、OBからオリンピック銅メダリスト菅原弥三郎を輩出した。

### 運動部
- 野球
- 弓道
- 卓球
- レスリング
- ソフトテニス
- バドミントン
- バスケットボール
- バレーボール

### 文化部
- 吹奏楽
- 演劇
- 美術
- インターアクトクラブ
- 資格取得同好会

## 交通
- 秋田中央交通五城目高校前バス停より徒歩1分
- 井川町町内巡回バス五城目高校入口バス停より徒歩5分

## 著名な関係者

### 出身者
- 菅原弥三郎（アマチュアレスリング選手） - モントリオールオリンピック銅メダリスト
- 工藤政志（元プロボクサー） - WBA世界ジュニアミドル級王者
- 一の関秀則（元プロ野球選手） - 元ヤクルトアトムズ投手